# Celama celidota
Celama celidota är en fjärilsart som beskrevs av Alfred Ernest Wileman och Reginald James West 1928.
Celama celidota ingår i släktet Celama och familjen trågspinnare. Inga underarter finns listade i Catalogue of Life.